# Пяшчиньский, Михаил
Михаил Пяшчи́ньский (пол. Michał Piaszczyński; 1 ноября 1885, Ломжа, Ломжинская губерния — 18 декабря 1940, Заксенхаузен, Бранденбург) — блаженный Римско-католической церкви, священник, мученик.

## Биография
В 1903 году Михаил Пяшчиньский поступил в Духовную семинарию и после пяти лет обучения в ней в 1908 году продолжил своё обучение в католической Духовной Академии в Санкт-Петербурге. 13 июня 1911 года Михаил Пяшчиньский был рукоположен в священника. В 1914 году получил докторат по философии в Фрибуре, Швейцария. В следующих годах занимался пастырской деятельностью во Франции, после исполнял обязанности вице-директора Духовной семинарии в Ломжы и занимался педагогической деятельностью в различных образовательных учреждениях в городах Ломжы и Сейны.
После начала Второй Мировой войны 7 апреля 1940 года был арестован немецкими оккупационными властями и 13 апреля 1940 года отправлен в концентрационный лагерь Дзялдово. C 3 мая 1940 года находился в концентрационном лагере Заксенхаузен, где погиб от голода и болезни 18 декабря 1940 года.

## Прославление
13 июня 1999 года Михаил Пяшчиньский был беатифицирован римским папой Иоанном Павлом II в группе 108 блаженных польских мучеников.
День памяти в Католической церкви — 12 июня.